# Peter Paul Muller
Pour les articles homonymes, voir Muller.
Peter Paul Muller, né le 30 mai 1965 à Rotterdam, est un acteur et doubleur néerlandais.

## Carrière
Il est le fils de l'acteur Hero Muller. Il est le beau-frère de l'acteur Antonie Kamerling et de l'actrice Isa Hoes.

## Filmographie

### Cinéma et doublage
- 1993 : Richting Engeland (nl) : Wim
- 1994 : Kats en Co (nl) : Jean Stijns
- 1995 : Dag Juf, tot morgen (nl) : Vader van Teet
- 1996 : Zwarte Sneeuw (nl) : Bart
- 1996 : Baantjer : Floris
- 1997 : All Stars (en) : Mark
- 1997 : Anastasia de Don Bluth et Gary Goldman : Dimitri
- 1998 : Het 14e kippetje (nl) de Hany Abu-Assad[2]
- 1998 : Oud Geld (nl) : Sander Voortman (1998-1999)
- 1998 : fl 19,99 (nl) : Kok
- 1999 : De trein van zes uur tien (nl) : Onno Stalling
- 1999 : Toy Story 2 de John Lasseter, Ash Brannon et Lee Unkrich : Woody
- 2001 : Shrek de Andrew Adamson et Vicky Jenson : Shrek
- 2003 : Father's Affair (nl) de Maarten Treurniet : Armin Minderhout[3]
- 2004 : De Dominee (nl) : Klaas « De Dominee » Donkers
- 2004 : Baantjer: De Cock en de moord op het verleden deel 1 : Karel Raven
- 2004 : Les Indestructibles de Brad Bird : Bob Parr/ Mr Incredible
- 2005 : Jardins secrets : Martin Morero
- 2005 : Keyzer & De Boer Advocaten: Het gat van Van Gogh : Ewald Berger
- 2005 : Grijpstra & De Gier: Huurmoord : Martin Michels
- 2007 : Alles is liefde de Joram Lürsen : Dennis[4]
- 2008 : Volt, star malgré lui de Chris Williams et Byron Howard : Volt
- 2010 : De eetclub (nl) de Robert Jan Westdijk[5]
- 2010 : I'm in the Band de Michael B. Kaplan et Ron Rappaport : Derek Jupiter
- 2011 : Vipers Nest de Will Koopman : Martin Morero[6]
- 2014 : Pim & Pom: Het Grote Avontuur (nl) de Gioia Smid : Johnny[7]
- 2014 : Wiplala, le lutin enchanteur de Tim Oliehoek : Mr. Blom[8]
- 2014 : Hollands Hoop (nl) : Matthias Kooistra
- 2014 : Gooische Vrouwen 2 (nl) : Martin Morero
- 2015 : Isabelle et le Secret de d'Artagnan de Dennis Bots : Remco[9]
- 2015 : Rendez-Vous (nl) de Antoinette Beumer : Peter[10]
- 2016 : De Prinses op de Erwt: Een Modern Sprookje (nl) de Will Koopman : Premier Halberda[11]
- 2017 : Bram Fischer (en) de Jean van de Velde[12]
- 2017 : Meisje van plezier (nl) : Remco
- 2017 : Hollands Hoop (nl) : Matthias Kooistra
- 2018 : Les Indestructibles 2 : Bob Parr
- 2018 : All You Need Is Love (nl) : Olav